# Jeanne Ronsay
Jeanne Ronsay   (La Rochelle, 31 de gener de 1886 - Houdan, 9 de gener de 1953) fou una ballarina francesa de principis del segle XX.
Fou deixebla d'en Duncan, o més aviat de la seva germana Isadora. La dansa de la Ronsay era una constant interpretació de la música en el seu ritme i sentiment. Segons aquest mètode, Ronsay formà avantatjades alumnes, i els seus èxits en l'ensenyança coreogràfica foren observats públicament en les seves representacions d'El fill pròdig de Debussy, i de La Primavera sembra flors, de Berheim, en els teatres a l'aire lliure de les Teuleries.